# Spinozamonument
Het Spinozamonument (2008) is een kunstwerk in Amsterdam-Centrum.
Het scheelde weinig of het Spinozamonument was er nooit gekomen. In de aanloopperiode wilde de gemeente Amsterdam een beeld van Baruch Spinoza als boegbeeld van de tolerantie van Amsterdam. Tegelijkertijd wilde Den Haag, waar al sinds 1880 het Standbeeld van Spinoza staat, een beeld van Thorbecke. Kunstenaar Hans van Houwelingen stelde daarop een ruil voor: het standbeeld van Johan Rudolph Thorbecke ruilen tegen dat van Spinoza. Den Haag wilde haar beeld niet kwijt; de Ethica is immers in Den Haag geschreven. 
Het beeld van Nicolas Dings kwam er dankzij de Stichting Spinoza Monument, die de (in hun ogen) culturele vernieuwer wilde eren. Dings kwam binnen zes maanden met een statig beeld. Spinoza draagt in het ensemble een rijk versierde mantel, staande voor de diversiteit in de stad. Op die mantel is een aantal symbolen verwerkt. Er zijn halsbandparkieten en mussen te zien (symbool voor allochtonen, respectievelijk autochtonen) en rozen (staande voor de zegelring die Spinoza droeg; Spinoza betekent in grond "doorn"). Naast het standbeeld ligt een granieten icosaëder, die verwijst naar het originele beroep van Spinoza, lenzenslijper, maar ook naar zijn geslepen geest. Het geheel kent een sokkel in de vorm van een ellips, staande voor de banen van planeten, verwijzend naar zijn poging het universum te begrijpen. Het beeld staat aan de Zwanenburgwal, nabij de plaats waar Spinoza geboren is op Vlooienburg. Op de terrazzo sokkel is een tekst leesbaar, vrij geïnterpreteerd naar teksten van Spinoza:
Het doel van de staat is de vrijheid.
Een plaquette in Nederlands en Engels moet het Spinozamonument duiden.
Het werd door burgemeester Job Cohen onthuld op de 376e geboortedag van Spinoza, 24 november 2008. De gemeente had wel een verzoek bij de kunstenaar ingediend: het hoofd van Spinoza moest lijken op zijn portret op het briefje van 1000 gulden. 
Amsterdam had al een beeld van Spinoza: in de Peter van Anrooystraat in Zuid staat een Spinozabeeld, gemaakt door Hildo Krop voor het Spinoza Lyceum.